# Викман, Пётр Михайлович
Пётр Михайлович Викман (латыш. Pēteris Eduards Vikmanis; 13 ноября 1890, Рига — 10 апреля 1958, Рига) — советский партийный и государственный деятель. Ответственный (1-й) секретарь Башкирского областного комитета ВКП(б) (июль 1920 — май 1921).

## Биография
Викман Пётр Михайлович родился в 1890 году в г. Риге.
В 1906 году вступил в партию РСДРП(б).
Учился на Курсах марксизма при ЦК ВКП(б) в 1924—1927 годах, в 1943 году — на Кировских советско-партийных курсах.
В 1913—1916 годах неоднократно арестовывался и освобождался.
В 1916—1917 годах он работал на Кимрской электростанции электромонтером.
В 1918 году после образования Кимрского уезда (путём выделения его из Корчевского уезда), становится первым председателем Кимрского уисполкома.
Участник Гражданской войны. Председатель Тверской губернской ЧК (1918—1920).
Места работы: Секретарь Башкирского обкома РКП(б) (1920—1921). Секретарь Смоленского губкома партии (1922—1924). Учёба в г. Москве (1924—1927). Работа в Наркомате РКИ (1927—1929). Работа в аппарате ЦК ВКП(б) (1929—1930). С 16 октября 1930 г. зачислен в организационный отдел ВЦИК и с 1 апреля 1935 г. освобожден от исполнения обязанностей инструктора в связи с переходом на другую работу.
Член ЦИК СССР I созыва, член ВЦИК VII, X, XI созывов, делегат III и VI Всесоюзных съездов Советов, делегат IV—VIII, X—XII, XV Всероссийских съездов Советов. Делегат VII (Апрельской) конференции, Х—ХП, XIV—XVI съездов партии, на XV съезде избирался членом ЦКК ВКП(б).
C 1941 года — инструктор ЦК КП(б) Латвии, заместитель директора Кировской школы советского и партийного строительства, затем -экспедитор газеты «Cīņa» («Борьба», Киров), секретарь Кулдигского уездного комитета КП(б) Латвии, лектор Политического отдела Государственного морского пароходства Латвийской ССР.
В 50-х годах Пётр Михайлович работал преподавателем, заведующим Кабинетом марксизма-ленинизма Государственной Академии Художеств Латвийской ССР, заместителем директора Музея Революции Латвийской ССР по научной части, начальником Отдела кадров Министерства местной и топливной промышленности Латвийской ССР, заместителем начальника Отдела кадров Академии наук Латвийской ССР.

## Награды
- орден Ленина (23.3.1956)
- орден Трудового Красного Знамени

## Память
Именем Викмана названа улица в г. Кимры (бывшая ул. Миллионная)